# Grupo Anaya
Pour les articles homonymes, voir Anaya.
 (février 2019).
Grupo Anaya est un groupe éditorial espagnol contrôlé depuis 2004 par Hachette Livre du Groupe Lagardère.

## Histoire
Ediciones Anaya est fondé en 1959 à Salamanque par Germán Sánchez Ruipérez. La maison s'oriente d'abord vers le monde de l'éducation avec des livres scolaires. Au fil des années de nouvelles collections apparaissent qui donneront lieu à des labels spécialisés. Ainsi, dans le domaine de la littérature, sont créées en 1973 les Ediciones Cátedra et Ediciones Pirámide. 
En 1979 est lancée les Edicións Xerais en Galice, entreprise clé dans le développement de la culture locale.
En 1981, Anaya acquiert Editorial Tecnos. 
En 1984 est créé Anaya Multimedia dont l'objectif est de publier des ouvrages en rapport avec l'informatique.
En 1985, Anaya acquiert Vox,maison spécialisée dans l'édition de dictionnaires et d'encyclopédies.
En 1988 est créé le Grupo Anaya afin d'intégrer les différentes entreprises.
En juin 1989, Grupo Anaya acquiert Alianza Editorial, une des maisons d'édition espagnoles les plus prestigieuses consacrée à la littérature.
En 1993, Ediciones Anaya se transforme en Anaya Educación.
Fin 1996, Grupo Anaya rentre dans le capital des Ediciones Siruela.
En 1998, Vivendi achète la maison à travers Havas. 
Grupo Anaya est intégré depuis 2004 au groupe Hachette Livre qui appartient au Groupe Lagardère.

## Entreprises du Grupo Anaya
- AdN, Alianza de Novelas
- Algaida
- Alianza  Editorial
- Anaya Educación
- Anaya Infantil y Juvenil
- Anaya Multimedia
- Anaya Touring
- Barcanova
- Cátedra
- Larousse
- Oberon
- Pirámide
- Tecnos
- Vox
- Xerais
- Bruño
- Edelsa